# Jorge Vieira
Jorge Vieira, właśc. Jorge Silva Vieira (ur. 18 lipca 1934 w Rio de Janeiro, zm. 24 lipca 2012 tamże) – brazylijski piłkarz, grający na pozycji napastnika, trener piłkarski.

## Kariera piłkarska

### Kariera klubowa
Występował przez 6 lat w Madureira.

## Kariera trenerska
Karierę szkoleniowca rozpoczął w 1960 roku. Trenował kluby América-RJ, CF Os Belenenses, Vitória SC, Botafogo-SP, SE Palmeiras, Corinthians Paulista, Club América, Puebla FC i Toros Neza.
W 1985 prowadził narodową reprezentację Iraku oraz w latach 1993–1994 stał na czele reprezentacji Salwadoru.
Jorge Vieira zmarł 24 lipca 2012 roku w nocy, w wieku 78 lat.

## Sukcesy i odznaczenia

### Sukcesy piłkarskie
América
- mistrz Campeonato Carioca: 1960

Corinthians
- mistrz Campeonato Paulista: 1979, 1983